# Gävle
Gävle [ˈjɛːvlə] ⓘ, früher Gefle, ist eine Stadt in der schwedischen historischen Provinz Gästrikland und Hauptstadt der Provinz Gävleborgs län.

## Geografie
Gävle liegt an der Mündung des Gavleåns in den bottnischen Meerbusen. Die Straßen der Stadt sind überwiegend rechtwinklig angelegt. Hemlingby und Strömsbro sind Stadtteile von Gävle.

## Geschichte

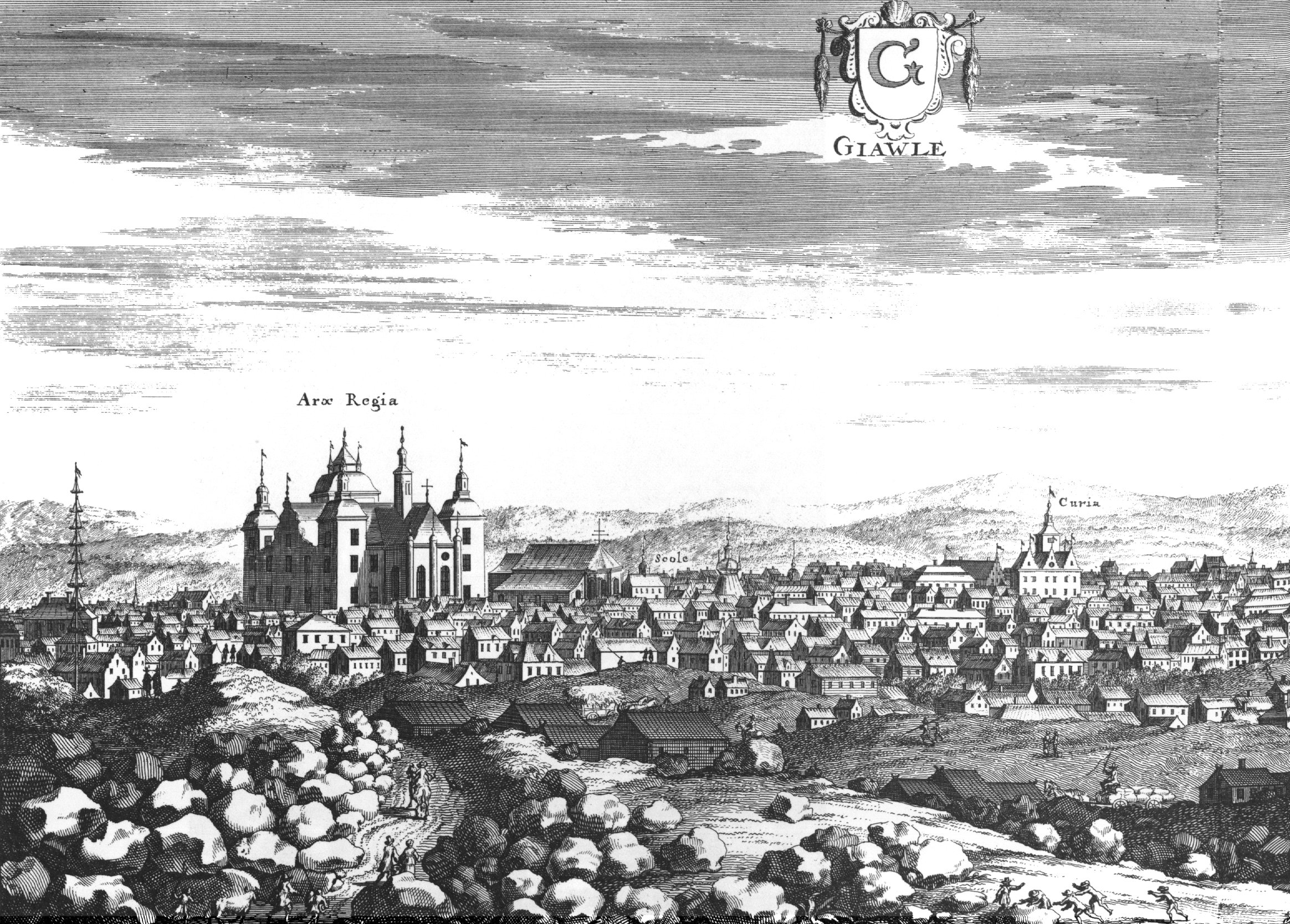
Gävle um 1700, Abbildung aus Suecia antiqua et hodierna

Gävle wurde 1446 gegründet und ist damit die älteste Stadt Norrlands. Die Stadt fungierte als Hafen für die Produkte aus dem nördlichen Bergslagen. Zeitweilig hatten die Fischer des Ortes, die sogenannten Gävlefischer, ein königlich zugesichertes Monopol auf die Fischerei entlang der Küste Norrlands. Lange Zeit war Gävle eine stapelstad, also eine Stadt, die das Recht zum internationalen Handel besaß. Im 17. und 18. Jahrhundert hemmte dagegen der so genannte bottnische Handelszwang die wirtschaftliche Entwicklung, da er den Direkthandel der Städte am Bottnischen Meerbusen mit dem Ausland verbot. Die Waren mussten über Stockholm exportiert und importiert werden, was die staatliche Kontrolle im Rahmen einer merkantilistischen Handelspolitik erleichterte.
In der Mitte des 17. Jahrhunderts wurde Gävle Verwaltungssitz der damaligen Provinz Västernorrlands län. Die Aufgliederung dieser Provinz führte 1762 dazu, dass Gävle Hauptort von Gävleborgs län wurde.
Die Stadt brannte mehrfach nieder, zuletzt 1869. Danach entstanden bald viele neue Bauwerke. Im Jahr 1883 hatte Gävle 19.358 Einwohner.

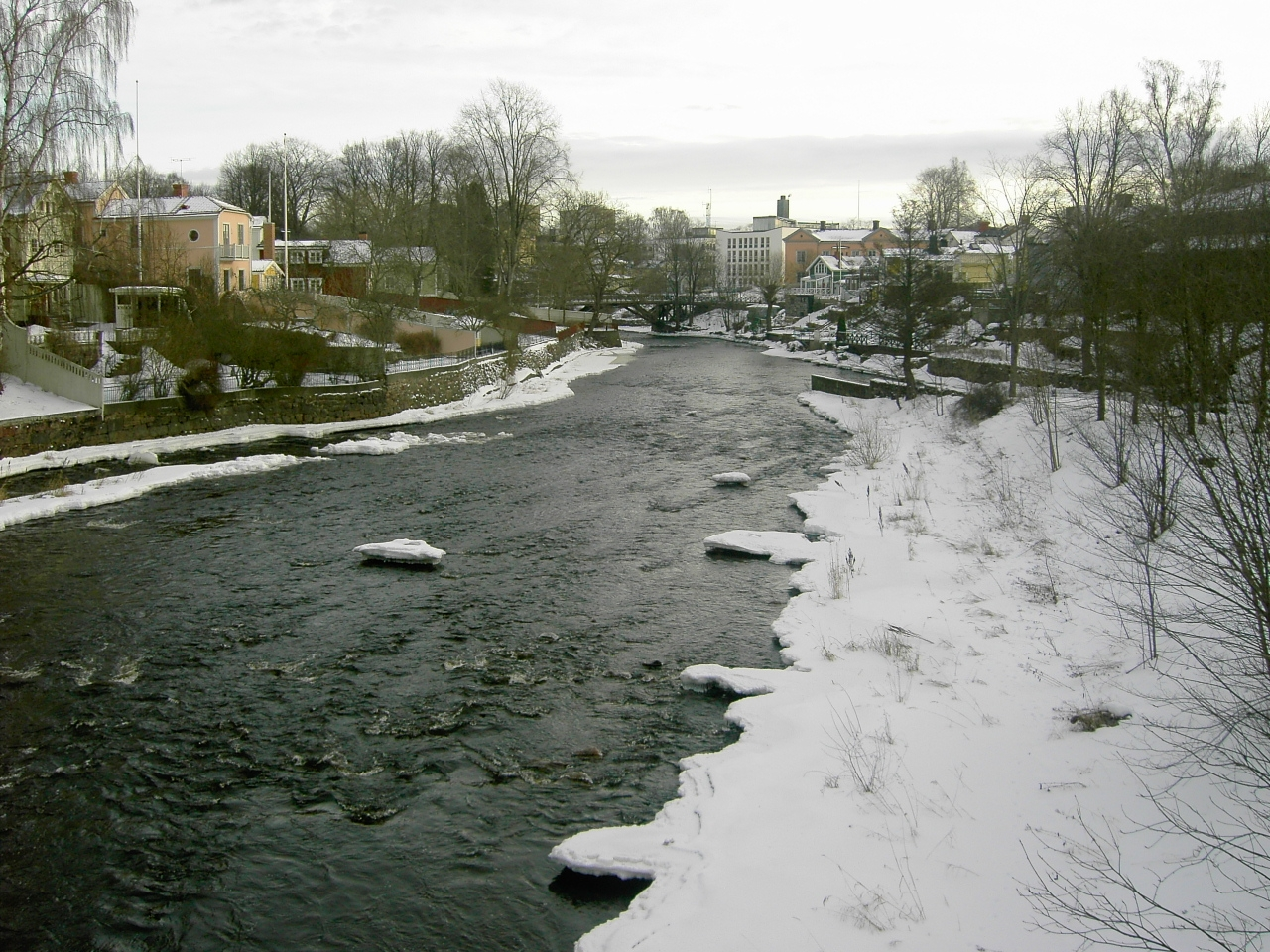
Der Gavleån in Gävle

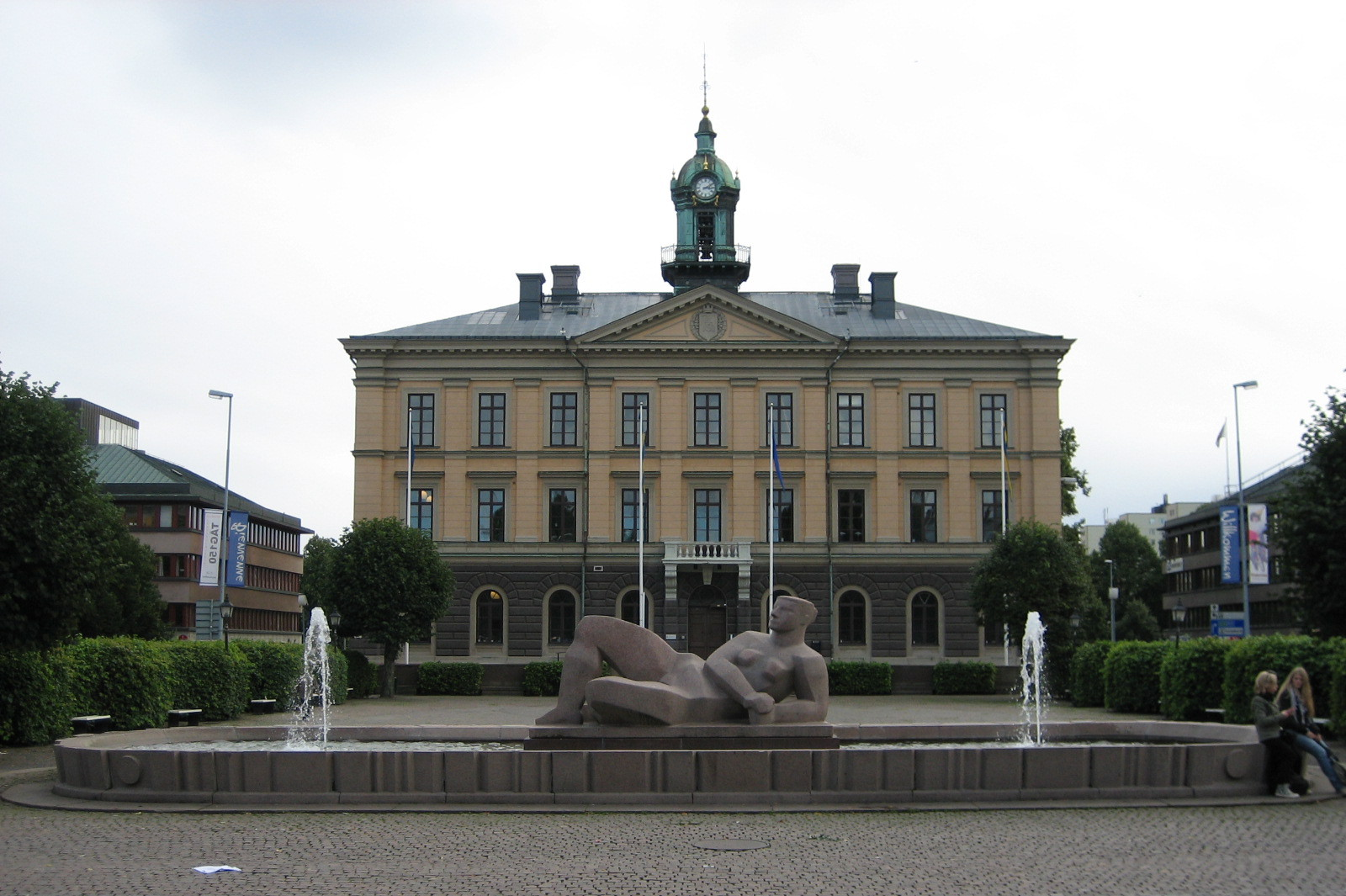
Das alte Rathaus Gävle

## Wirtschaft
Größere Unternehmen in Gävle sind BillerudKorsnäs AB (bis 2012 Korsnäs AB), Stora Enso AB, Cibes Lift und Assi Domän – Förenade Well (Papier- und Verpackungsindustrie), außerdem Mondelēz International mit der Kaffeerösterei für die Marke Gevalia und der Süßigkeitenhersteller Cloetta (bis 2012 Leaf) mit Marken wie Läkerol und Ahlgrens.
In Gävle hat die schwedische Landesvermessungsbehörde (Lantmäteriet) ihren Hauptsitz.

## Verkehr
Bei Gävle treffen die Europastraße 4 und Europastraße 16 (früher riksväg 80) und die Hauptverkehrswege (riksväg) Nummer 56 und 76 zusammen. Im Bereich der Stadt hat die E 4 Autobahncharakter.
Der Ort ist ein wichtiger Eisenbahnknotenpunkt. Außer auf der Hauptstrecke von Stockholm ins nördliche Norrland kommen hier Züge aus Bollnäs, Falun und Avesta Krylbo an.
Der Hauptbahnhof von Gävle besitzt auch einen IATA-Flughafencode (QYU), der im Zusammenhang mit Reisebuchungen via Flughafen Arlanda genutzt wird. Vom nahegelegenen Flugplatz Gävle-Sandviken finden aufgrund der preisgünstigen Bahnverbindung keine Linienflüge mehr statt.
Von 1909 bis 1956 fuhren in Gävle auch Straßenbahnen. 1952 wurde die letzte Linie in der Innenstadt stillgelegt, vier Jahre später die letzte Bahnstrecke in den Vorort Bomhus.
Siehe auch
- Norra stambanan (Gävle–Ånge, 268 km)
- Bahnstrecke Stockholm–Sundsvall (400 km)

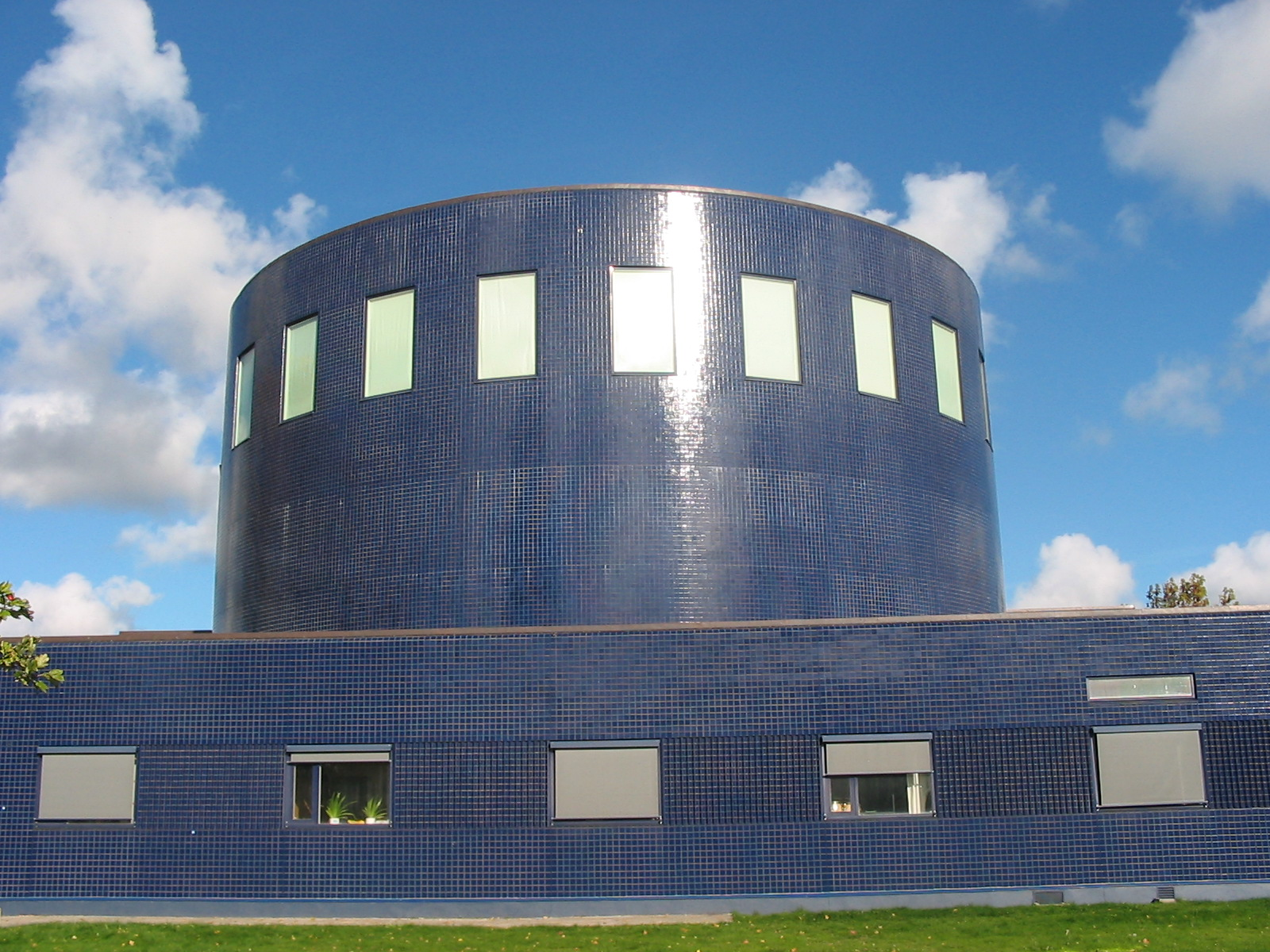
Konzerthaus Gävle

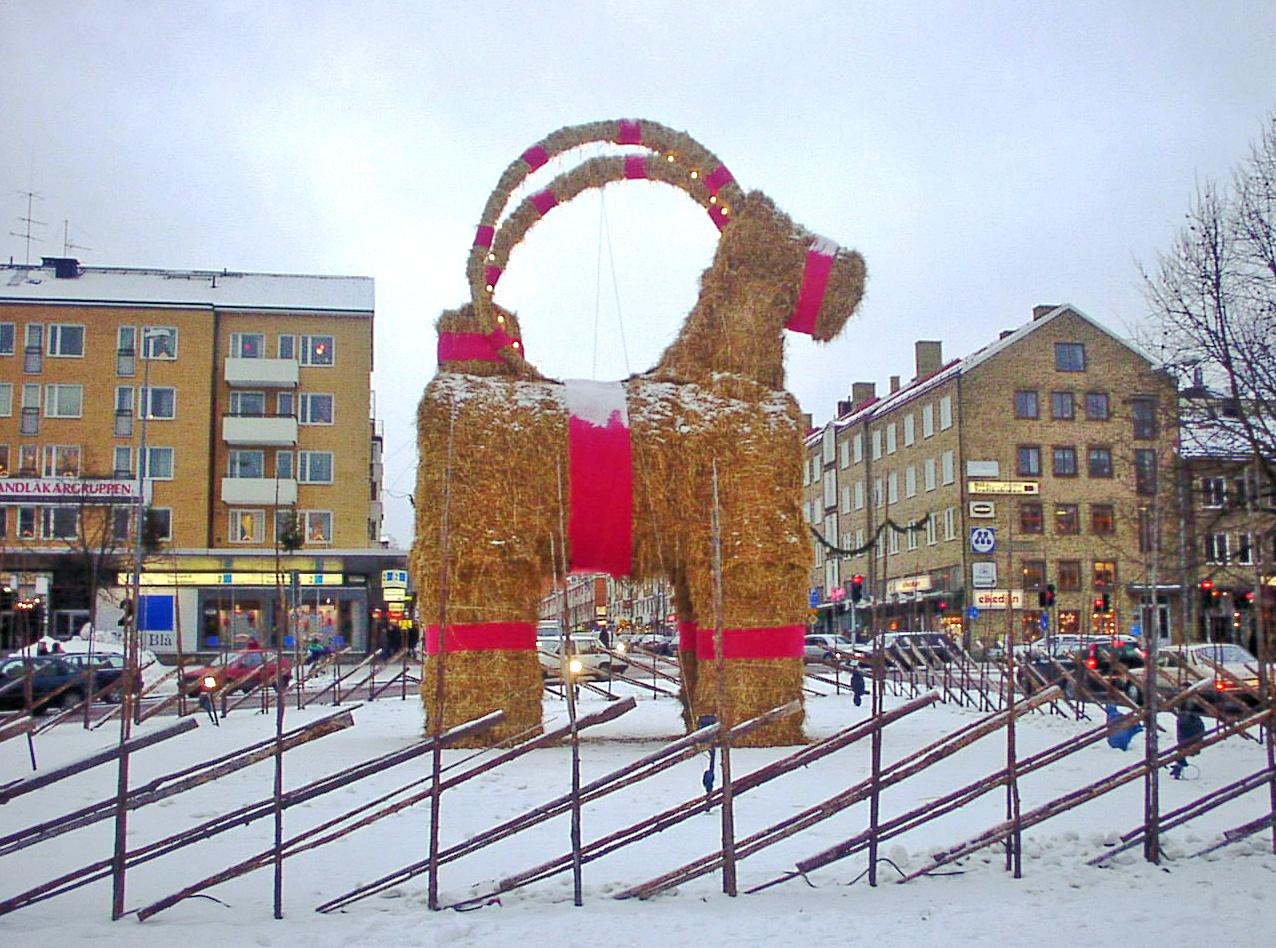
Gävlebocken (Julbock) 2003

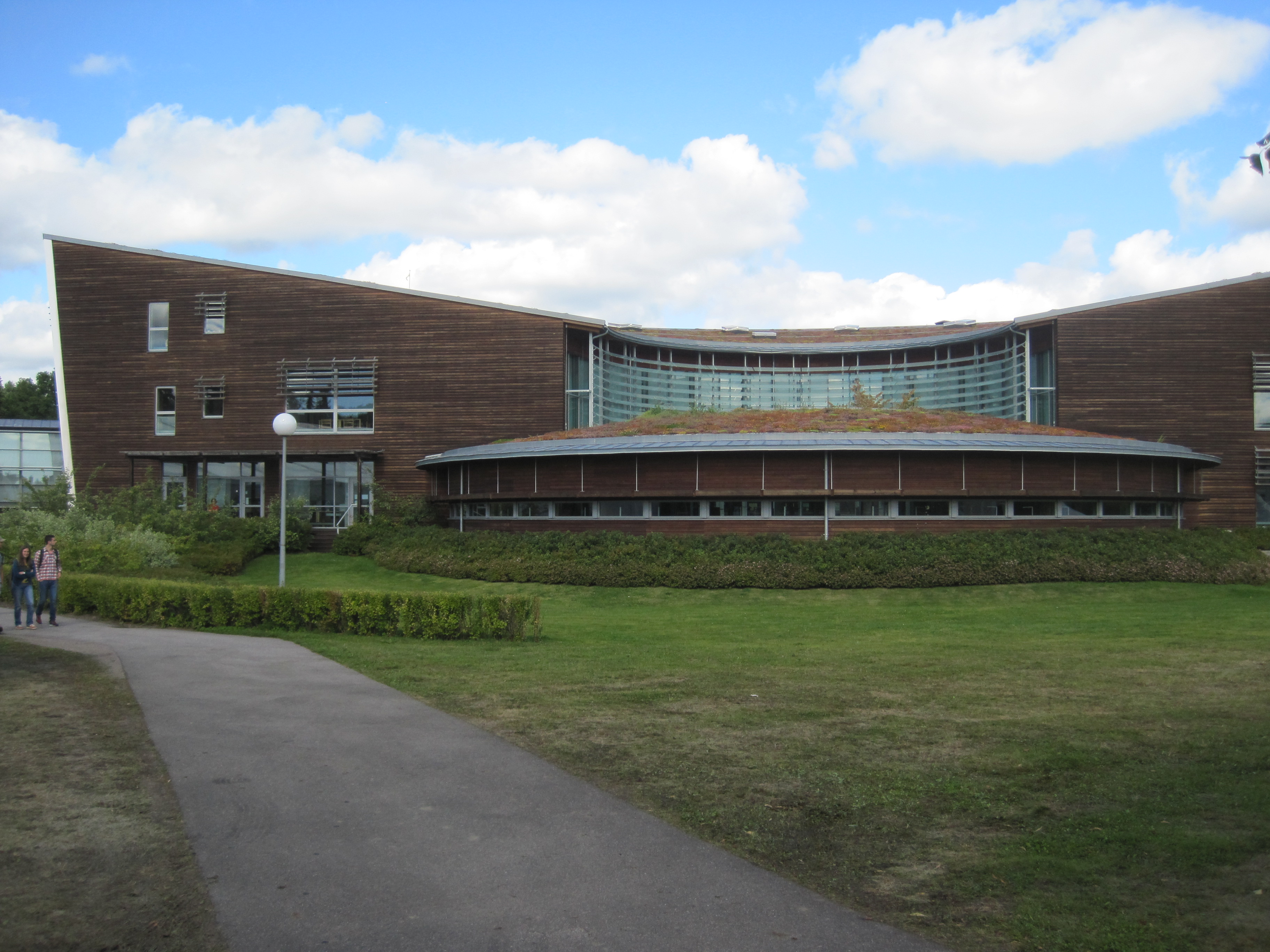
Hochschulbibliothek

- Bahnstrecke Falun–Gävle (91 km)

## Sehenswürdigkeiten
Viele Holzhäuser in der Altstadt werden von Künstlern bewohnt. Interessant ist das Eisenbahnmuseum (Trafikverket zugehörig). Weitere markante Gebäude sind das Schloss Gävle, das Theater und das Rathaus.
In Gävle ist ein großer Tier- und Vergnügungspark zu finden: Furuviksparken. Er wurde am 17. August 1900 von Graf Olle Cronstedt eingeweiht. Lohnend sind ebenfalls Ausflüge in die Umgebung, etwa ins Dalälv- oder Ljusnantal, aber auch an die Jungfrauküste. Die Museumseisenbahn Jädraås–Tallås Järnväg ist ein Anziehungspunkt für Freunde der Dampfeisenbahn.
Das Konzerthaus in Gävle ist die Spielstätte des Gävle Symfoniorkester, welches regelmäßig Abonnementskonzerte mit internationalen Gastkünstlern spielt.
Julbock in Gävle
Seit 1966 wird auf dem zentralen Platz in Gävle zur Weihnachtszeit ein überdimensionaler Julbock, der sogenannte Gävlebocken, aufgestellt. 2004 war er 13 Meter hoch, sieben Meter lang und wog etwa drei Tonnen. Trotz intensiver Bemühungen des Initiators (Vetenskapliga förening Gävle) den aus Stroh gefertigten Bock immer besser zu schützen, wurde er in vielen Jahren meist durch Brandanschläge beschädigt oder zerstört, im Jahr 2016 bereits am Tag der Einweihung.

## Sport
Aus Gävle stammen die Eishockeymannschaft von Brynäs IF (Saison 2015/16: höchste Spielklasse Svenska Hockeyligan) und der Fußballverein Gefle IF (Saison 2017: zweithöchste Spielklasse Superettan). Brynäs IF trägt seine Heimspiele in der Gavlerinken Arena aus und Gefle IF im Stadion Gavlevallen.
Außerdem ist in Gävle der Gävle Godtemplares IK zu Hause, der heute in der vierthöchsten schwedischen Eishockeyliga Division 2 spielt, jedoch 1957 der erste nationale Meister wurde, der nicht aus Stockholm stammte.
Des Weiteren besitzt Gävle eine Trabrennbahn.

## Städtepartnerschaften
Partnerstädte von Gävle sind:
| die nordischen Städte - Næstved, Dänemark - Rauma, Finnland - Gjøvik, Norwegen und - Jūrmala, Lettland - Galva (Illinois), USA | Weitere Partnerschaften: - Buffalo City, Südafrika - Zhuhai, Volksrepublik China Ferner gehört die Stadt folgenden Netzwerken an: - Eurotowns - Union der Baltischen Städte |

## Söhne und Töchter der Stadt
- Eric Åkerlund (* 1943), Schriftsteller und Lehrer
- Olle Andersson (1895–1974), schwedischer Tennisspieler
- Laura Valborg Aulin (1860–1928), Komponistin und Pianistin
- Nicklas Bäckström (* 1987), Eishockeyspieler
- Viktor Björkman (1868–1931), Philologe und Hochschullehrer
- Tomas Brand (* 1968), Pornodarsteller und Model
- Jonas Bylund (* 1963), klassischer Posaunist und Hochschullehrer
- Alexandra Dahlström (* 1984), Schauspielerin
- Malin Ewerlöf (* 1972), Mittelstreckenläuferin
- Jon Fält (* 1979), Jazz-Schlagzeuger
- Hans Ludvig Forssell (1843–1901), Historiker, Publizist und Politiker
- Charlotta Frölich (1698–1770), Schriftstellerin
- Göran Fredrik Göransson (1819–1900), Gründer von Sandvik
- Marcus Götz (* 1987), deutsch-schwedischer Eishockeyspieler
- Joe Hill (1879–1915), Geburtsname Joel Emmanuel Hägglund, Vorkämpfer der Arbeiter- und Gewerkschaftsbewegung
- Elisabeth Högberg (* 1986), Biathletin
- Peter Ingemann (* 1943), dänischer Bassist, Sänger, Songschreiber, Drehbuchautor, Film-, Musikproduzent und Schauspieler
- Calle Järnkrok (* 1991), Eishockeyspieler
- August Jernberg (1826–1896), Maler der Düsseldorfer Schule
- Richard Johansson (1882–1952), Eiskunstläufer
- Andreas Johnsson (* 1994), Eishockeyspieler
- Lisa Karlström (* 1974), Schauspielerin
- Kidda (* 1997), Rapper und Songwriter
- Jacob Lang (1648–1716), Bischof von Reval und Linköping
- Ewa Laurance (* 1964), Poolbillardspielerin
- Mikael Lind (* 1972), Eishockeyspieler
- Oskar Lindblom (* 1996), Eishockeyspieler
- Åke Lundeberg (1888–1939), Sportschütze
- William Lundin (* 1992), Fußballtrainer
- Jacob Markström (* 1990), Eishockeytorwart
- Eva Melander (* 1974), Schauspielerin
- Sven Nilsson (1898–1970), Opern- und Konzertsänger
- Immanuel Nobel (1801–1872), Unternehmer und Vater von Alfred Nobel
- Cilla Rörby (* 1970), Kostümbildnerin
- Jakob Silfverberg (* 1990), Eishockeyspieler
- Per-Olof Serenius (* 1948), vierfacher Eisspeedway-Weltmeister
- Jonas Stark (* 1972), Fußballspieler
- Axel Tallberg (1860–1928), Grafiker
- Tomas Tobé (* 1978), Politiker
- Bengt Westerlund (1921–2008), Astronom

## In der Stadt gelebt
- Rolf Lassgård (* 1955), Schauspieler